# تصادف ویرجین گلکتیک ۲۰۱۴
در ۳۱ اکتبر ۲۰۱۴، وی‌اس‌اس اینترپرایس سفینه فضایی توریستی از نوع اسپیس‌شیپ دو متعلق به شرکت ویرجین گلکتیک برای یک پرواز آزمایشی به هواپیمای جت شوالیه سفید دو متصل شد که پس از رهایی در ارتفاع ۱۵۰۰ متری منفجر شد و در بیابان موهاوی ایالت کالیفرنیای آمریکا سقوط کرد. کمک‌خلبان سفینه جان خود را از دست داد و خلبان نیز به شدت زخمی شد.